# Liste de sigles en espagnol
Voici une liste de sigles utilisés en espagnol.
Vous trouverez à côté de chaque sigle le nom complet et une traduction en français
- AL : América latina. Amérique latine.
- TLCAN : Tratado de Libre Comercio de América del Norte. ALENA
- BM : Banco Mundial. Banque mondiale.
- CEPAL : Comisión Económica para América Latina y el Caribe. Commission économique pour l'Amérique latine et les Caraïbes
- EE.UU. : Estados Unidos. États-Unis
- FMI : Fondo Monetario Internacional. Fonds monétaire international
- FORA : Federación Obrera Regional Argentina. Fédération ouvrière régionale argentine
- MERCOSUR : Mercado Común del Cono Sur. Marché commun du cône sud.
- NOA : Noroeste argentino (une des régions administratives d'Argentine)
- OEA : Organización de Estados Americanos. Organisation des États Américains.
- RAE : Real Academia Española. Académie royale espagnole.
- QEPD : Que en paz descanse (Qu'il/elle repose en paix)
- FF.CC. : Ferrocarriles. Trains.